# TenneT
Pour les articles homonymes, voir Tennet.
TenneT est, depuis 1998, le gestionnaire du réseau public de transport d'électricité des Pays-Bas. L'actionnaire unique est le Ministre des Finances néerlandais.
En 2011, il comptait environ 1985 employés; le chiffre d'affaires était de 417,2 million €.

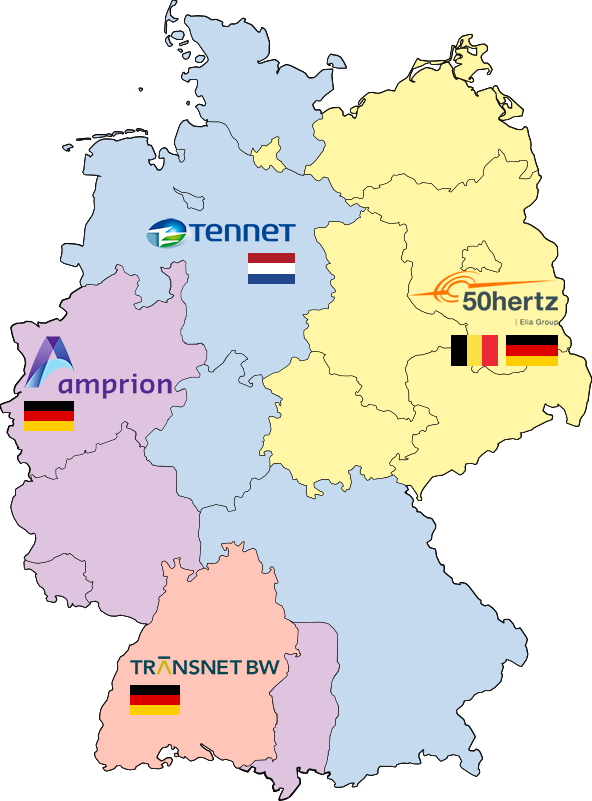

Tennet (Tennet TSO GmbH) est aussi, depuis le 1er janvier 2010, un gestionnaire de réseau électrique en Allemagne.
Le 1er mars 2018, la Commission européenne a ouvert une enquête antitrust formelle à l'encontre de TenneT, alléguant qu'elle goulottait délibérément la connexion au réseau entre le Danemark et le nord de l'Allemagne, empêchant l'exportation d'énergie éolienne et hydroélectrique bon marché de Scandinavie vers le marché allemand. La Commission a adopté une décision le 7 décembre 2018, imposant des obligations contraignantes à TenneT pour permettre l'utilisation d'au moins 75% de la capacité après une période de mise en œuvre de 6 mois, ainsi que pour étendre la capacité de connexion de 1300MW à 2625MW d'ici janvier 2026,.